# Harbor Bowl
Le Harbor Bowl était un match annuel de football américain de niveau universitaire et d'après saison régulière qui ne fut joué qu'à trois reprises de 1947 à 1949, à San Diego en Californie dans le Balboa Stadium. 
Initié en 1946 par des hommes d'affaires locaux ainsi que par la jeune chambre économique de San Diego, le comité d'organisation lance plus d'une demi-douzaine d'invitation à des équipes de football du Midwest et du Sud des États-Unis (en ce y compris l'équipe de l'Army) pour participer à son bowl inaugural.   
L'équipe locale, les Aztecs de San Diego State ne seront éligibles qu'au terme de la saison 1947 et ne participeront qu'à une seule reprise au bowl se jouant dans leur stade.   
Ils sont battus 53 à 0 par les Cowboys de l'université de Hardin-Simmons (470 yards gagnés contre 66 seulement pour les Aztecs) ce qui met fin à la série de 5 victoires consécutives de San Diego State. Leur saison est néanmoins réussie puisqu'avec 7 victoires, 3 défaites et 1 nul, elle égale les meilleures de l'histoire de l'université, celles de 1937 et de 1924.    
Le peu d'engouement du public et la faiblesse de l"équipe locale conduisent à l'arrêt de l'évènement après trois années d'existence.  
L'équipe de Nevada qui participera au dernier Habor Bowl était 14e au classement AP. Cette équipe devra attendre 62 ans pour réintégrer ce classement, soit au terme de la saison régulière 2010 où ils seront classés 11e.  

## Résultats[6]
| Historique du Harbor Bowl |                          |                           |           |             |
| Dates                     | Vainqueurs               | Perdants                  | Résultats | Assistances |
| 1er janvier 1947          | Bobcats de Montana State | Lobos du Nouveau-Mexique  | 13-13     | 20.000      |
| 1er janvier 1948          | Hardin-Simmons           | Aztecs de San Diego State | 53-0      | 12.000      |
| 1er janvier 1949          | Wildcats de Villanova    | Wolf Pack du Nevada       | 27-7      | 7.000       |